# Ctenichneumon caeruleops
Ctenichneumon caeruleops là một loài tò vò trong họ Ichneumonidae.